# Grumman X-29
Il Grumman X-29 era un aereo sperimentale realizzato dalla Grumman nel 1984. Lo scopo della sua creazione è stato lo studio delle ali a freccia negativa e delle superfici di controllo delle alette canard. La conseguente instabilità aerodinamica rese necessaria l'implementazione di un sistema computerizzato fly-by-wire e della realizzazione di ali in materiali compositi, per poterle rendere più resistenti.

## Storia del progetto
La Grumman Aerospace Corporation costruì due X-29A. Il primo volo fu effettuato nel 1984. L'aereo fu costruito sulla base di un Northrop F-5 (dopo esser stato scelto in base ad una competizione con il General Dynamics F-16 Fighting Falcon) motorizzato, analogamente al prototipo dell'F5g/F-20 con un singolo motore GE f 404. I test sui due aerei andarono avanti per oltre un decennio, e il 13 dicembre 1985 uno dei due esemplari fu il primo aereo con le ali a freccia invertita a superare la barriera del suono. Il precedente Junkers Ju 287 fu il primo jet con lo stesso tipo di ali dell'X-29.
L'X-29 dimostrò grandi prestazioni di controllo e manovrabilità anche ad un angolo d'attacco superiore ai 45 gradi. In ogni caso, la conformazione delle ali rendeva l'aereo piuttosto instabile e poteva volare solo con correzioni costanti (circa 40 correzioni al secondo) del sistema di controllo di volo computerizzato. Il sistema era costituito da tre computer digitali, sostituiti da tre computer analogici in caso di guasto.

## Esemplari attualmente esistenti
Il primo esemplare costruito è in mostra al Museo Nazionale dell'Aeronautica americana, nella Wright-Patterson Air Force Base a Dayton (Ohio). L'altro aereo è in mostra al Dryden Flight Research Center nella Edwards Air Force Base.

## Cultura di massa
- In ambito videoludico, l'X29 compare tra i velivoli presente nella serie di videogiochi di Ace combat[2]. Fa la sua apparizione anche in Deadly Skies III[3].

## Altri progetti

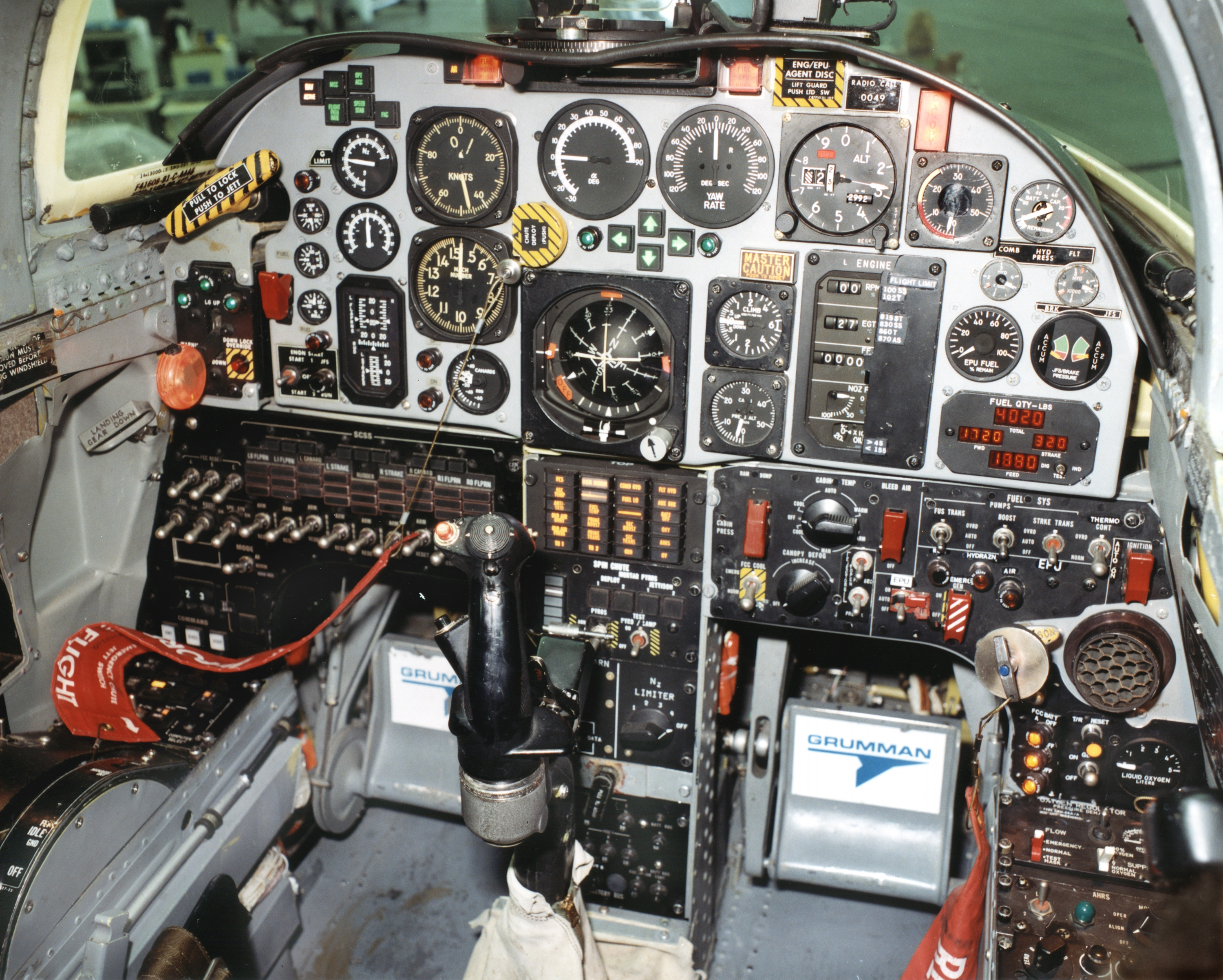
Il cockpit dell'X-29